# براوليو موسو
براوليو موسو (بالإسبانية: Braulio Musso) هو مدرب كرة قدم ولاعب كرة قدم تشيلي، ولد في 8 مارس 1930 في ليماش في تشيلي. شارك مع منتخب تشيلي لكرة القدم. أما مع النوادي، فقد لعب مع نادي أونيفرسيداد دي تشيلي.

## وصلات خارجية
- براوليو موسو على موقع الاتحاد الدولي (مؤرشف)  (الإنجليزية)
- براوليو موسو على موقع قاعدة بيانات كرة القدم.إي يو (الإنجليزية)
- براوليو موسو على موقع ناشيونال فوتبول تيمز (الإنجليزية)
- براوليو موسو على موقع عالم كرة القدم.نت (الإنجليزية)